# Шрек (франшиза)
«Шрек» — франшиза компанії «DreamWorks Animation», заснована на казці «Шрек!» і персонажах з неї.

Обкладинка останнього повнометражного фільму франшизи «Шрек»(спін-оффу): «Кіт у чоботях 2: Останнє Бажання»

Компанія знімає анімаційні фільми про головного героя на ім'я Шрек за мотивами оповідання-казки «Шрек!», яку написав і проілюстрував американський дитячий письменник і художник-мультиплікатор Вільям Стейг. Його розповідь була вперше видана у 1990 році.
Перший фільм серії так і називався — «Шрек», — і вийшов в 2001 році. Фільм зібрав у касах по всьому світу 284 мільйони доларів і отримав перший в історії «Оскар» Американської кіноакадемії в категорії «Кращий повнометражний мультфільм». Так франшиза і народилася. Це була перша франшиза в історії студії. (Друга стартує з виходом на екрани в 2005 році першого фільму з циклу «Мадагаскар».).
Другий фільм про Шрека вийшов в 2004 році. Незважаючи на те, що це був найдорожчий фільм в історії компанії DreamWorks Animation, він повністю виправдав ризики, принісши в світовому прокаті 919 мільйонів доларів. Потім вийшло ще два повнометражних мультфільму про Шрека: «Шрек Третій» (2007) і «Шрек назавжди» (2010).
У 2011 році світ побачив спін-оф основної серії, повнометражний мультфільм «Кіт у чоботях» про одного з інших героїв «Шрека» — Кота в чоботях. А з 2015 року на телеекрани виходить телевізійний мультсеріал з Котом в чоботях в головній ролі The Adventures of Puss in Boots («Пригоди кота у чоботях»).

## Історія
У 1991 році права на екранізацію оповідання набув Стівен Спілберг, що планував зняти традиційний анімаційний фільм з Біллом Мюрреєм у ролі Шрека. У 1996 році за екранізацію взялася студія DreamWorks запросивши на головну роль Кріса Фарлі. У грудні 1997 року Фарлі помер, встигнувши до того часу озвучити близько 80 — 90 % фільму, після чого роль дісталася Майку Майерсу. Однією з умов Майерса була повна переробка сценарію фільму, так як він не хотів, щоб його розглядали як заміну Фарлі.

## Фільми про Шрека

### «Шрек»
В першому мультфільмі Шрек живе в самотньому будиночку на болоті, веде розмірене життя одинака, чим, начебто, дуже задоволений. Він цінує затишок і спокій, хоча деякі елементи його житла затишними може назвати тільки огр, чого варті свічки з вушної сірки або коктейлі з очима.
Істота добродушна за природою, він, щоб його не турбували місцеві, розставляє перед житлом страхітливі таблички, але іноді йому все ж доводиться відбивати атаки селян, які ставляться до нього як до звичайного велетня-людожера.
Але все ж його спокій порушують казкові герої, вигнані лордом Фаркуадом з королівства Дюлок. Шрек вирішує їм допомогти.
Разом зі Шреком до лорда Фаркуаду йде приставучий Осел, що вміє розмовляти. По приходу Шрека в Дюлоке розпочався турнір. Шрек несподівано для себе виявляється переможцем. Як переможцю, Фаркуад дає йому завдання — врятувати принцесу Фіону з вежі Драконихи, а в нагороду обіцяє повернути Шреку його болото і не турбувати.
Шрек відправляється в дорогу і нарешті потрапляє до принцеси. Наспіх поговоривши з нею, він хапає принцесу на плече і тягне геть із замку. Пізніше всім їм вдається втекти від Драконихи.
Фіона висловлює невдоволення, що її врятував огр. Шрек силою змушує її йти до Фаркуаду. На другу ніч він чує, що Фіона говорить про чудовисько, приймає це на свій рахунок і йде. Осел, переконавши Шрека, що Фіона говорить не про нього, відправляється разом з ним в Дюлок верхи на Драконисі, яка, виявляється, закохалася у Віслюка. Прилетівши, Шрек ледве-ледве зупиняє весілля. Фіона дізнається, що огр її любить, і розкриває свій головний секрет Шреку і Фаркуаду: вона щоночі перетворюється в жінку обме. Лицарі Фаркуада намагаються розлучити їх один від одного, але тут прилітає Осел, верхи на Драконисі. У бійці Дракониха з'їдає Фаркуада. Шрек цілує Фіону, і вона залишається у вигляді обме назавжди — як раз під стать Шреку.

В кінці мультфільму показане весілля Фіони і Шрека.

### «Шрек 2»
У другому мультфільм Шрек і Фіона живуть щасливо і ні в чому не дорікають один одного — поки їм не приходить запрошення від батьків Фіони, короля і королеви Тридев'ятої держави. Шрек не має ні найменшого бажання з ними знайомитися, але все-таки Фіона його змушує. З ними їде і Осел.
Король Гарольд і Королева Лілліан не дуже добре приймають Шрека. Фіона злиться через те, що Шрек і Гарольд погано поводилися під час вечері. Шрек шкодує про зроблене. Незабаром Гарольд підмовляє Шрека піти в ліс на полювання. Забрідаючи туди з Ослом, Шрек зустрічає там Кота в чоботях, який намагався вбити Шрека. Він дізнається від Кота, що вбити обме велів Король Гарольд. Короля нацькувала фея Хрещена Мати — вона з самого початку готувала Фіону в нареченої своєму власному сину, гарненькому і хвастливому принцу Чамінгу. Огр в компанії Кота і Осла йде до Фес, щоб з'ясувати причину його нещастя з Фіоною. Фея каже, що немає таких казок, де огри і принцеси жили разом довго і щасливо. Шрек пробирається в кімнату з еліксирами, де знаходить пляшку «довго і щасливо». Це зілля перетворює Осла в прекрасного білого жеребця, Шрека — в красеня-чоловіка, а Фіоні повертає її колишній людський образ принцеси.
Вранці Шрека знаходять три чарівні дівчини-селянки, і він зауважує перетворення. Пізніше він схоплюється на Коня і поспішає до палацу. Але Фіону перехоплює принц Чамінг, що видає себе за  Шрека, а самого Шрека фея Хрещена Мати переконує в тому, що вони з Фіоною не пара. Після цього він направляється в бар «Отруйне яблучко», де йому надається можливість підслухати розмову Феї і Чамінга з королем Гарольдом і зрозуміти суть обману. Тікаючи, вони з Конем і Котом потрапляють в руки королівських лицарів.
Казкові друзі влаштовують Шреку втечу. Пізніше він вчиняє погром у місті з допомогою Великого Пряникового чоловічка і пробивається до замку. Шрек встигає до того, як принц Чамінг цілує Фіону. Намагаючись вбити обме, Фея стріляє в нього з чарівної палички, але король Гарольд затуляє його власним тілом. Постріл рикошетить у Фею, вона зникає, а король перетворюється на жабу. Після цього він дає своє благословення Шреку і Фіоні. Фіона відмовляється залишатися разом з Шреком людьми, оскільки для Шрека це надто велика жертва, і вони разом з Ослом повертаються в свої колишні образи.
В кінці показується вечірка Шрека і Фіони.

### «Шрек Третій»
У третій частині основною проблемою для Шрека виявляється батьківство, до якого він морально не готовий. Йому сняться кошмари про сонми огрят, але він упокорюється з такою перспективою, так як дуже любить дружину. Коли ж Фіона дозволяється трійнею, Шрек розуміє, що діти — це не так вже жахливо, хоча досить проблематично. Крім того, йому загрожує трон тридев'ятого королівства, але цю проблему він без особливих зусиль перекладає на плечі юного Артура Пендрагона. Взагалі, до подій третього мультфільму Шрек вже цілком адаптувався в людському суспільстві.

### «Шрек назавжди»
У четвертому фільмі у Шрека чергова криза особистості — він переживає, що став туристичною визначною пам'яткою, загрузли в рутині і розгубив свою огрську сутність. Навіть його фірмовий страхітливий рик тепер нікого не лякає, навіть дітей. У відчаї Шрек укладає контракт з злим карликом Румпельштільцхеном, щоб прожити ще хоч день як справжній огр. І переконався, що треба бути дуже обережним у своїх бажаннях.

### «Шрек 5»
The Hollywood Reporter повідомляв про плани NBCUniversal і DreamWorks Animation випустити нову частину історії про Шрека в 2019 році.
Пізніше стало відомо, що майбутній комп'ютерний повнометражний анімаційний фільм кіностудії Dreamworks Animation, п'ята стрічка у франшизі Шрек, вийде 2023 року.

## Спін-офи

### «Кіт у чоботях»
Кіт у чоботях — спін-оф основної серії, головним героєм в якому є персонаж «Шрека» Кіт у чоботях. Перший повнометражний мультфільм про кота так і називався, «Кіт у чоботях», і вийшов на кіноекрани в 2011 році. У 2012 році вийшла короткометражка «Кіт у чоботях: Троє чортенят» на DVD та Bluray.
З 2015 року виходить телевізійний мультсеріал з Котом в чоботях в головній ролі The Adventures of Puss in Boots.

### «Кіт у чоботях 2: Останнє бажання»
Також у 2022 році вийшло продовження першої частини «Кіт у чоботях» під назвою «Кіт у чоботях 2: Останнє Бажання».

## Відеоігри
- Shrek (2001) — за мотивами мультфільму «Шрек»
- Shrek Extra Large (2002)
- Shrek 2: The Game (2004) — за мотивами мультфільму «Шрек 2»
- Shrek 2: Team Action — за мотивами мультфільму «Шрек 2»
- Shrek SuperSlam (2005)
- Shrek the Third (2007) — за мотивами мультфільму «Шрек Третій»
- Shrek Forever After (або Shrek 4) (2010) — за мотивами мультфільму «Шрек назавжди»

## Інше
- «Шрек» (мюзикл)[en] (англ. Shrek The Musical)